# Campeonato Mundial de Rally Junior
El Campeonato Mundial de Rally Junior (abreviado JWRC por sus siglas en inglés: Junior World Rally Championship) es una competición de rally complementaria del Campeonato Mundial de Rally (WRC), al igual que el WRC 2 y el WRC 3. Fue concebido para pilotos en crecimiento, con un límite de edad de 27 años. En su primer año recibió el nombre de Campeonato S1600, luego recibió el nombre de Mundial Júnior durante diez años, entre 2011 y 2012 se cambió por Academia WRC para regresar en 2013 de nuevo con el nombre de Mundial Júnior.
En 2013 se fijó el límite de edad en 27 años y limitado a pilotos que no hubiesen sido prioritarios (P1) en pruebas del campeonato del mundo. Todos los participantes participaron con un Ford Fiesta R2 preparado por M-Sport y con un coste de inscripción de 115.000 libras que incluye el programa completo, alquiler del vehículo y mantenimiento, mecánicos, recambios, inscripciones y test previos las carreras.
En la temporada 2013 los vehículos de la categoría, los Ford Fiesta R2 comenzaron a utilizar biocombustibles: una mezcla entre gasolina, bioetanol y biometanol llamada GEM.

## Historia

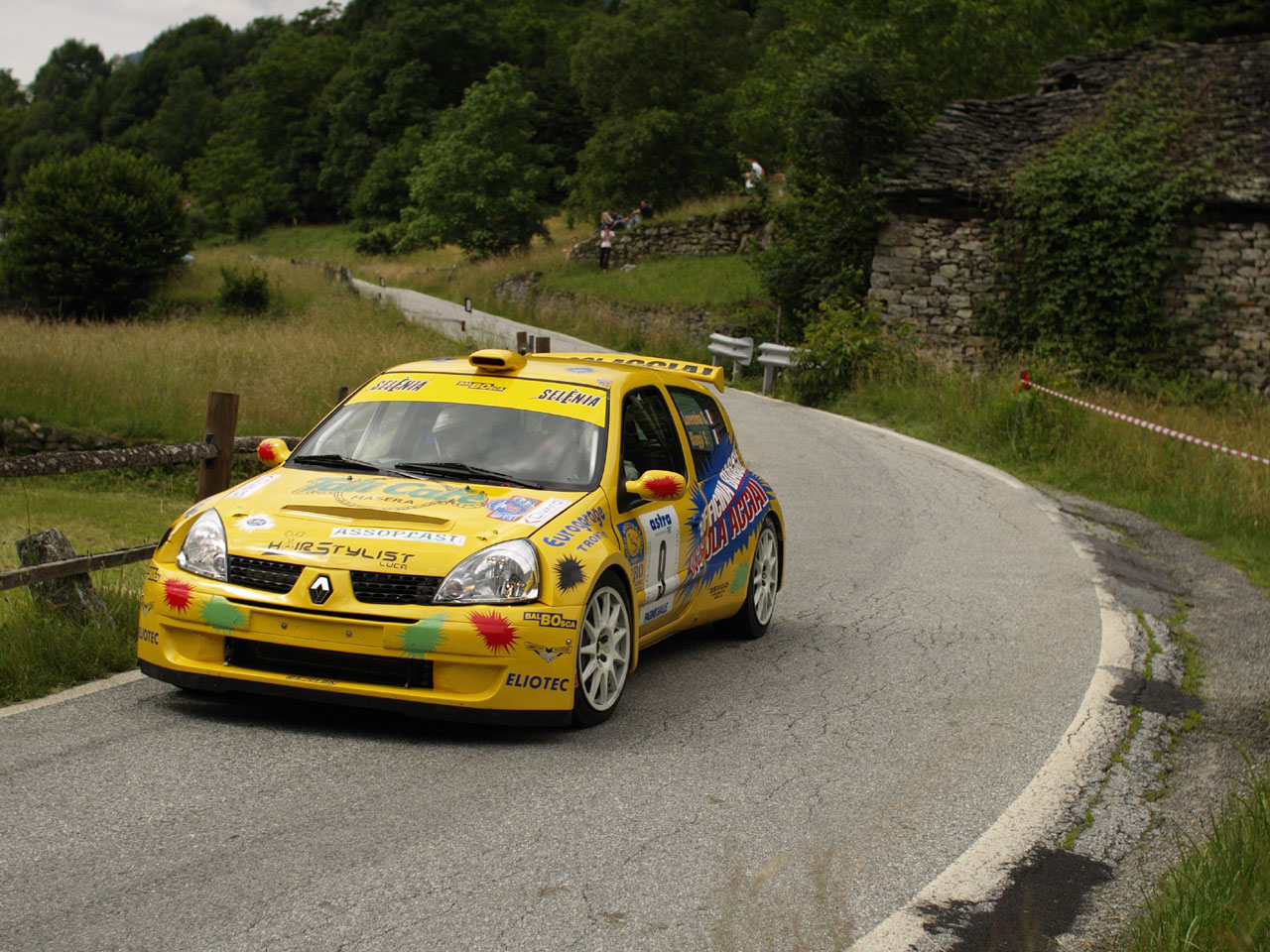
El Renault Clio Super 1600, fue uno de los vehículos usados en el campeonato júnior y obtuvo el título en 2003 y 2006.

El JWRC se disputó inicialmente con automóviles que cumplían la homologación Super 1600, de 1.6 litros de cilindrada y tracción delantera. Las restricciones futuras en el desarrollo del automóvil o por parte del constructor conciernen a los costos en la participación en rallies restringidos únicamente a caminos de asfalto (pavimento), donde los Super 1600 han probado ser muy eficientes, no así en caminos mixtos o de tierra (grava).
Los automóviles a usar también pueden ser de otra categoría distinta a los Super 1600, siempre que se respeten las características mecánicas principales. La intención es preparar a los equipos mecánicos de apoyo en su desarrollo hacia la categoría principal.
En 2011, el JWRC se transformó en la (WRC Academy) Academia del Campeonato Mundial de Rally, que fue monomarca y sólo estaba permitido el Ford Fiesta de la clase R2. Nació con el objetivo de potenciar a los jóvenes pilotos y todos los participantes pilotaban un Ford Fiesta R2 prerarados por M-Sport y con neumáticos Pirelli y debían además ser menores de 28 años. El ganador obtenía una beca de 500.000 € para participar al año siguiente en el Campeonato del Mundo. Además de competir los pilotos recibían cursos de formación impartidas por pilotos y profesionales del automovilismo. El certamen retomará la denominación Campeonato Mundial de Rally Júnior en 2013. 
En febrero de 2012 el director de M-Sport Malcom Wilson anunció que el ganador de la edición de ese año además realizaría una carrera en 2013 con un Ford Fiesta S2000.
El primer ganador del certamen fue el irlandés Craig Breen que finalizó la temporada 2011 empatado a puntos con el segundo clasificado, el estonio Egon Kaur, pero se llevó la corona al ganar mayor número de tramos.
Desde 2014 el vehículo a utilizar es el Citroën DS3 R3T y con neumáticos Michelin.

## Carreras
El JWRC ha disputado cada año entre seis y nueve fechas del WRC, generalmente en Europa pero también en Argentina, México, Turquía, Chipre y Jordania, no así en Japón, África ni Oceanía. En contraste con el PWRC, el JWRC ha incluido la gran mayoría de las fechas sobre asfalto: visitó España en todas las ediciones, Francia en diez oportunidades y Alemania en siete. De entre los rallies de tierra, los disputados más frecuentemente han sido Finlandia (con ocho), Italia (siete), Gran Bretaña (seis) y Grecia (cinco).
Los dos años que llevó el nombre de Academia WRC, el campeonato siguió compitiéndose en las mismas pruebas. En 2011 fueron: Alemania, Alsacia, Finlandia, Gran Bretaña, Cerdeña y Portugal y en 2012 Alemania, España, Alsacia, Finlandia, Grecia y Portugal.
En 2014 el calendario contó por primera vez, con más pruebas sobre tierra que sobre asfalto, contrario al tónica habitual hasta ese año. Las pruebas para ese año fueron: Portugal, Polonia, Finlandia, Alemania, Alsacia y Gran Bretaña.
En 2015 el calendario contó con siete citas, de las cuales, solo seis serán puntuables, a elección de cada piloto.
| - Alemania (2002, 2005-2008, 2010-2014, 2016-2017) - Alsacia (2010-2015) - Argentina (2006, 2009) - Bulgaria (2010) - Córcega (2001, 2005-2008, 2016-2019) - Cataluña (2001-2010, 2012-2013, 2015, 2017, 2021) - Cerdeña (2004-2009, 2011, 2017, 2019-2020) - Croacia (2021) - Chipre (2009) - Estonia (2020-2021) - Finlandia (2001, 2003-2007, 2009, 2011-2019) - Gran Bretaña (2001-2004, 2006, 2011, 2015-2016, 2019) - Grecia (2001-2005, 2012-2013) | - Irlanda (2009) - Jordania (2008) - México (2005, 2008) - Montecarlo (2002-2005, 2015) - Monza (2020) - Noruega (2007) - Polonia (2009, 2014-2017) - Portugal (2007, 2009-2018, 2021) - San Remo (2001-2003) - Suecia (2006, 2018-2020) - Turquía (2003-2004, 2006, 2010, 2018) - Ypres (2021) |

## Palmarés

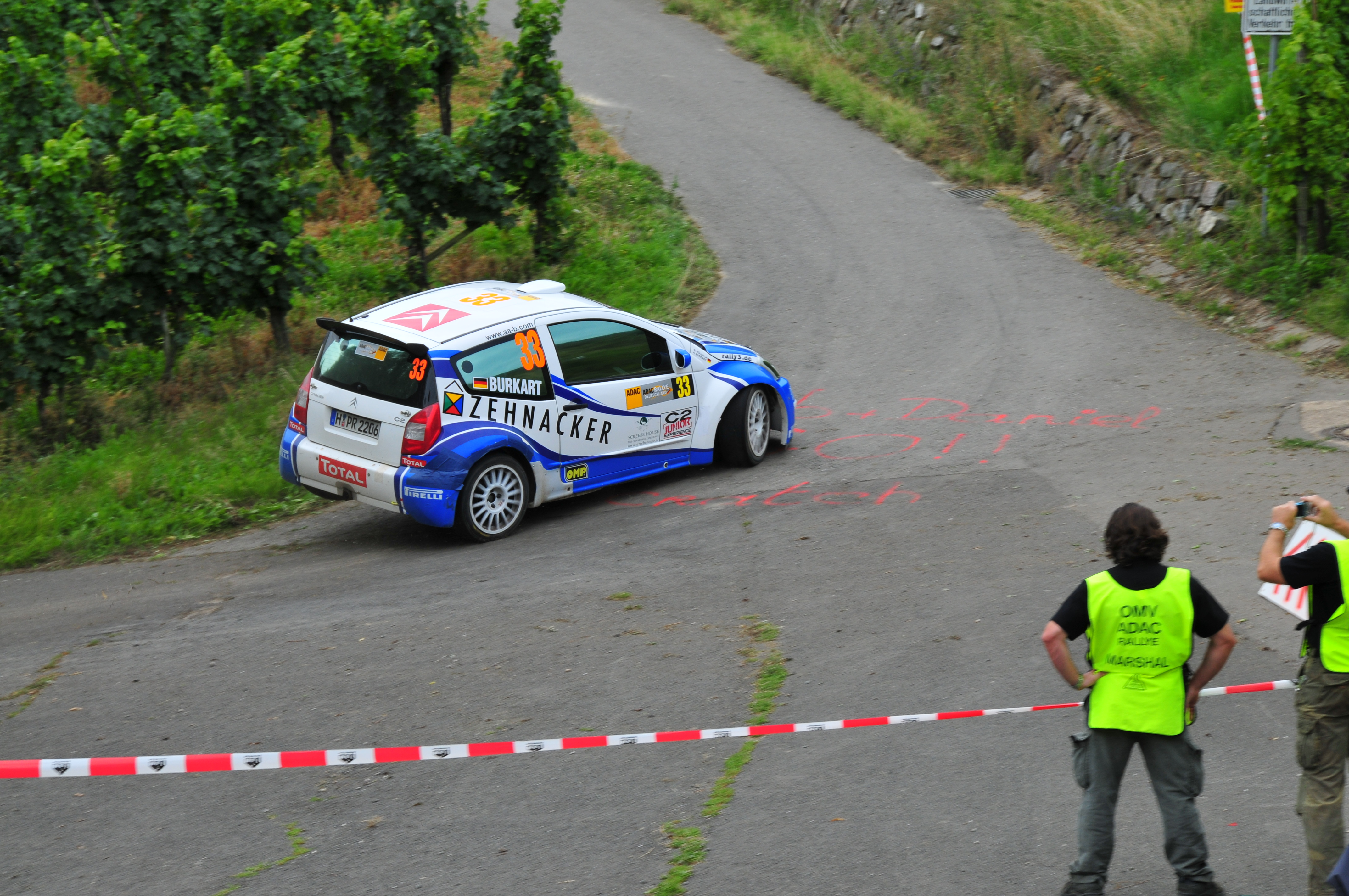
Aaron Burkart en 2008 con el Citroën C2 S1600, uno de los vehículos más usados en el campeonato, fue ganador en 2010 con un Suzuki Swift S1600.

| Año               | Piloto               | Automóvil          |
| Campeonato S1600  | Campeonato S1600     | Campeonato S1600   |
| ----------------- | -------------------- | ------------------ |
| 2001              | Sébastien Loeb       | Citroën Saxo S1600 |
| Campeonato Júnior |                      |                    |
| 2002              | Dani Solà            | Citroën Saxo S1600 |
| 2003              | Brice Tirabassi      | Renault Clio S1600 |
| 2004              | Per-Gunnar Andersson | Suzuki Ignis S1600 |
| 2005              | Dani Sordo           | Citroën C2 S1600   |
| 2006              | Patrick Sandell      | Renault Clio S1600 |
| 2007              | Per-Gunnar Andersson | Suzuki Swift S1600 |
| 2008              | Sébastien Ogier      | Citroën C2 S1600   |
| 2009              | Martin Prokop        | Citroën C2 S1600   |
| 2010              | Aaron Burkart        | Suzuki Swift S1600 |
| Academia WRC      |                      |                    |
| 2011              | Craig Breen          | Ford Fiesta R2     |
| 2012              | Elfyn Evans          | Ford Fiesta R2     |
| Campeonato Júnior |                      |                    |
| 2013              | Pontus Tidemand      | Ford Fiesta R2     |
| 2014              | Stéphane Lefebvre    | Citroën DS3 R3T    |
| 2015              | Quentin Gilbert      | Citroën DS3 R3T    |
| 2016              | Simone Tempestini    | Citroën DS3 R3T    |
| 2017              | Nil Solans           | Ford Fiesta R2T    |
| 2018              | Emil Bergkvist       | Ford Fiesta R2T    |
| 2019              | Jan Solans           | Ford Fiesta R2T    |
| 2020              | Tom Kristensson      | Ford Fiesta Rally4 |
| 2021              | Sami Pajari          | Ford Fiesta Rally4 |
| WRC3 Júnior       |                      |                    |
| 2022              | Robert Virves        | Ford Fiesta Rally3 |
| Campeonato Júnior |                      |                    |
| 2023              | William Creighton    | Ford Fiesta Rally3 |
| 2024              | Romet Jürgenson      | Ford Fiesta Rally3 |